# Балдуин III (Йерусалим)
Балдуин III (на френски: Baudouin III de Jérusalem; * 1130, † 10 февруари 1162) от Дом дьо Шато-Ландон, е крал на Йерусалим от 1143 до 1162 г.

## Биография
Той е най-възрастният син на крал Фулк д'Анжу (1092 – 1144) и кралица Мелисенда (1105 – 1161), дъщеря и наследница на крал Балдуин II († 1131). При смъртта на баща му той е на 13 години и започва управлението под регентството на майка си до 1152 г.
През 1147 г. той участва във втория кръстоносен поход. По времето, когато е в Триполи Балдуин се разболява тежко. Той отива в Бейрут, където умира на 10 февруари 1162 г. Според Вилхелм Тирски се смятало, че Барак, домашният лекар на Раймунд III от Триполи, който го лекувал, го е отровил. Понеже няма деца Балдуин е последван от брат му Амалрих I (* 1136; † 1174) като крал на Йерусалим.
Балдуин III е първият крал на Йерусалим, който е роден в страната и не е замесен в църковни конфликти.